# John Lee
John Lee (ur. 30 stycznia 1788, zm. 17 maja 1871) – amerykański polityk. W latach 1823–1825 przez jedną kadencję Kongresu Stanów Zjednoczonych był przedstawicielem czwartego okręgu wyborczego w stanie Maryland w Izbie Reprezentantów Stanów Zjednoczonych.
Jego ojciec, Thomas Sim Lee, dwukrotnie pełnił funkcję gubernatora stanu Maryland.